# Jean-Baptiste Willermoz
Pour les articles homonymes, voir Willermoz.
Jean-Baptiste Willermoz, né le 10 juillet 1730 à Lyon et mort le 29 mai 1824 dans la même ville, est un franc-maçon français qui joue un rôle important dans la constitution des systèmes de hauts grades maçonniques de son temps en France et en Allemagne.

## Biographie
Jean-Baptiste Willermoz, né en 1730 à Lyon, est l'aîné de 13 enfants et vit principalement dans sa ville natale. Il est le frère de Pierre-Jacques Willermoz, médecin et chimiste, qui collabore également à l'Encyclopédie de Diderot et D'Alembert.
Grand bourgeois, fabricant d'étoffes de soie et d'argent rue des Quatre-Chapeaux, administrateur bénévole d’œuvres de bienfaisance, il joue un rôle important dans la franc-maçonnerie européenne de son temps, où il est initié à l'âge de 20 ans et devint vénérable à 23 ans.
Mystique, passionné des mystères secrets de l'initiation, il contribue à la création de la Grande Loge des maîtres réguliers de Lyon et en devient le grand maître en 1761. Cette Grande Loge pratique les sept hauts grades de l'époque et y ajoute un huitième dénommé « grand maître écossais, chevalier de l'épée et de Rose-Croix ». En 1763, Willermoz fonde dans ce cadre, en compagnie de son frère Pierre-Jacques, un atelier nommé « Souverain Chapitre des chevaliers de l'Aigle noir Rose-Croix » qui s'intéresse à la recherche alchimique.
Il est admis aux premiers grades de l'ordre des Élus Coëns à Versailles en 1767 sur la recommandation du marquis de Lusignan et de Jean-Jacques Bacon de la Chevalerie, qui est alors l'émissaire lyonnais auprès de la Grande Loge. Ce dernier écrivant en août 1773 à Jean-Baptiste Willermoz pour lui recommander la discrétion sur les relations avec les francs-maçons allemands.
Après la mort de Martinès de Pasqually en septembre 1774, Willermoz engage avec Louis-Claude de Saint-Martin un examen complet de la doctrine des élus coëns, sous la forme de leçons, dites « Leçons de Lyon », qui se déroulent du 7 janvier 1774 au 23 octobre 1776. Il précise dans une lettre de 1780 au prince de Hesse qu'il est reçu au grade de Réau-Croix dans l'Ordre de Martinès de Pasqually.
Dans les années 1770, il entre en contact avec le baron de Hund et l'ordre allemand de la Stricte observance templière (S.O.T) dont il devient membre  et chancelier du chapitre de Lyon. C'est sous son impulsion que se réunit le « Convent des Gaules », à Lyon, en 1778, qui reconnaît les grades de Profès et Grand Profès et constitue l'Ordre des Chevalier bienfaisant de la Cité sainte (CBCS). Jean-Baptiste Willermoz est armé CBCS au sein de la S.O.T sous le nom d'Eques Baptista ab Eremo (Chevalier Baptiste du désert), son blason représente un ermite portant une lance sur l’épaule ayant pour devise « Vox in deserto ».[réf. souhaitée]
En 1782, Willermoz écrit qu'il distingue trois sortes de maçons alchimistes :
- ceux qui pensent que le but de la maçonnerie est la fabrication de la Pierre philosophale ;
- ceux qui recherchent la Panacée ;
- ceux qui recherchent la Science du Grand Œuvre, par lequel l'homme retrouverait la sagesse et les pratiques du christianisme primitif (courant dans lequel il s'inscrivait)[3].

À la suite de dissensions au sein de la S.O.T., Willermoz organise en juillet 1782 le convent de Wilhelmsbad auquel assisteront 33 délégués européens, et qui voit la création du Rite écossais rectifié. Il y défend, alors qu'auparavant Joseph de Maistre lui avait fait parvenir son célèbre Mémoire au duc de Brunswick, le courant du martinisme, mais n'est pas suivi dans cette démarche par les autres délégués.
Très réservé au sujet du comte de Cagliostro, dont il juge, à la suite de plusieurs entretiens, le christianisme peu « orthodoxe » à ses yeux, il invite les membres de la Bienfaisance à ne point accorder leur confiance au fondateur en 1785 à Paris, de la première loge mère du rite égyptien, dont le nom était la « Sagesse triomphante ».
Inquiété, puis recherché pendant la Révolution, il se cache dans l'Ain, dans une maison appartenant à son frère Pierre-Jacques, emportant avec lui ses importantes archives maçonniques.
Nommé conseiller général du département du Rhône par le Premier Consul le 1er juin 1800, il le reste pendant 15 ans. Il reprend ses activités maçonniques à l'occasion de la reprise des activités des C.B.C.S. en 1804, jusqu'à sa mort à l'âge de 94 ans, le 29 mai 1824. Il est inhumé au cimetière de Loyasse, à Lyon.